# Jelka Tratnik
Gabrijela "Jelka" Tratnik (även Tratnić, gift Bakarčič), född 20 april 1911 i Prag (dåvarande Österrike-Ungern), död 19 december 1973 i Ljubljana (dåvarande Jugoslavien, var en jugoslavisk-slovensk friidrottare med hoppgrenar som huvudgren. Tratnik var en pionjär inom damidrott, hon blev medaljör vid den internationella tävlingen i friidrott för damer Olimpiadi della Grazia 1931.

## Biografi
Jelka Tratnik föddes 1911 i Prag i dåvarande Österrike-Ungern till familjen  Fran Tratnik och dennes maka Fanča Medičová. Familjen härstammade från Ljubljana men fadern var konstnär och familjen vistades i Prag en tid innan de flyttade till Ljubljana i dåvarande Jugoslavien. Tratnik studerade farmaci i Zagreb åren 1930–1934.
I ungdomstiden blev hon intresserad av friidrott och gick senare med i idrottsföreningen "ND Ilirija 1911" i Ljubljana. Hon specialiserade sig på höjdhopp och längdhopp, men tävlade även i diskuskastning. Tratnik blev Jugoslaviens förste medaljör vid internationella friidrottstävlingar.
1930 deltog hon vid damolympiaden Internationella kvinnospelen 1930 i Prag, under idrottsspelen tog hon en 6.e plats i höjdhopp.
1931 deltog Tratnik vid damolymiaden Olimpiadi della Grazia 29–31 maj i Florens. Under idrottsspelen vann hon silvermedalj i höjdhopp med 1,45 meter (efter ungerska Katalin Vértessy och före engelska Mary Seary) samt bronsmedalj i längdhopp med 5,03 meter (efter engelska Muriel Gunn och tyska Auguste Hargus).
Senare gifte sig Tratnik och drog sig tillbaka från tävlingslivet. Tratnik-Bakarčič dog i december 1973 i Ljubljana i nuvarande Slovenien.